# Епископ злетовско-струмички Симеон
Владика Симеон Поповић (20. април 1874 — Штип, 21. октобар 1939) био је владика Српске православне церкве, владика Злетовско-Струмички (1934—1939).
Био је као архимандрит ректор Призренске богословије (1924—1934).

## Живот
Рођен у Лијешћу, срез Дервентски, у Босни, 1874. године. Свршио гимназију у Сремским Карловцима и богословски факултет у Черновицама. Промовисан за доктора Богословије 1904. године. За време Првог светског рата је као истакнути национални радник малтретиран и затваран од стране окупатора. Одликован је орденима Св. Саве и Белог орла, као и француским Академских палми. Био је вероучитељ у Сарајеву до 1921. године. За професора богословије у Рељеву постављен 1921. године. Прослава 50 година Призренске богословије, прве српске средње школе у Старој Србији, из објективних разлога није прослављена 1921. већ следеће, 1922. године. Првог дана свечаности, 14. октобра, откривен је први споменик Сими Игуманову и ректор богословије, архимандрит Симеон Поповић је између осталога рекао: Као национални радници и борци за крст часни и слободу златну, они су одважно, самопожртвовано и јуначки одолевали свима страховитим бурама, које су се подизале на српском небу. Постао је 1934. године владика злетовско-струмички.